# ティム・ミンチン
ティモシー・デイヴィッド・ミンチン（英: Timothy David  Minchin AM、1975年10月7日 –）は、イギリス出身のオーストラリアのコメディアン、俳優、音楽家である。ミュージカル・コメディで知られるほか、俳優としてドラマや舞台等にも出演するなど、多方面で活躍している。2020年に「舞台芸術と地域社会への多大な貢献」によりオーストラリア勲章を授与された。

## 生い立ち
ティモシー・デイヴィッド・ミンチンは1975年10月7日にイギリスのノーサンプトンでオーストラリア人の両親のもとに生まれた。父と祖父はともにオーストラリア・パースの外科医だった。また、アデレード動物園を創設したリチャード・エルネスト・ミンチンは先祖である。ミンチンは両親とともにオーストラリアに戻り、兄と2人の妹とともにパースで育った。1981年イギリス国籍法により、1983年以前にイギリスで生まれたものは出生地主義に基づいて自動的に市民権が与えられたため、イギリスとオーストラリア両方の市民権を持つ。
ミンチンは8歳からピアノを習い始めたが、その後3年で断念した。しかし、ギタリストだった兄ダンと作曲を初めてから再びピアノに興味を持つようになった。パースのクライストチャーチ・グラマースクールを経て、1996年に西オーストラリア大学（UWA）で英語と演劇の学士号を、1998年に西オーストラリア舞台芸術アカデミー（WAAPA）で現代音楽のディプロマを取得した。

## 来歴

### ミュージカル・コメディ

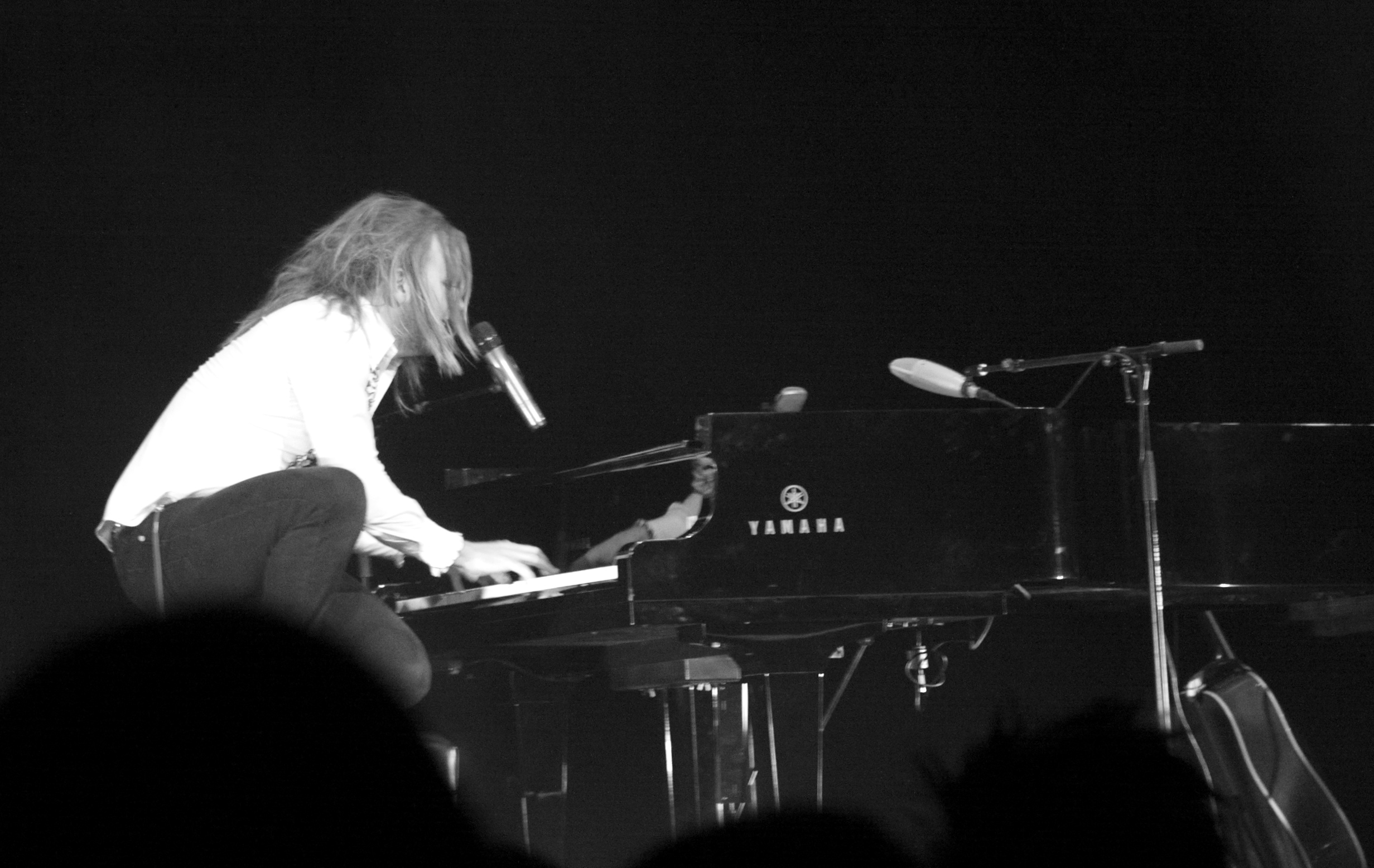
舞台上でピアノを弾くティム・ミンチン

演劇の経験を活かし、舞台上では裸足になり、濃いアイメイクを施した独特な風貌と人柄で登場する。アイメイクについて本人は、ピアノを弾く間は腕を使うことができず、表現やジェスチャーを表情に頼る必要があるため重要だと語っている。アイラインを引くことでより彼の表現を識別しやすくするという。
彼の舞台の社会風刺からセクシュアリティ、彼自身が持っていたロックスターへの野望までをも題材とした、喜劇的な歌と詩で構成される。歌の間にはスタンダップコメディを披露する。曲の中には宗教を題材にしているものもあるが、彼自身は無神論者である。彼は、宗教は世界で最も強力で影響力のある勢力の1つなのだから、風刺から逃れるべきではないと主張しており、演奏する中で気に入っている曲として宗教的対立に対する感情を歌った『パレスチナのための平和の讃歌（英: Peace Anthem for Palestine）』を挙げている。彼のコメディーはタブーも広く取り扱っており、言葉が持つ力をパロディ化した『偏見（英: Prejudice）』という歌などがある。

#### 初期

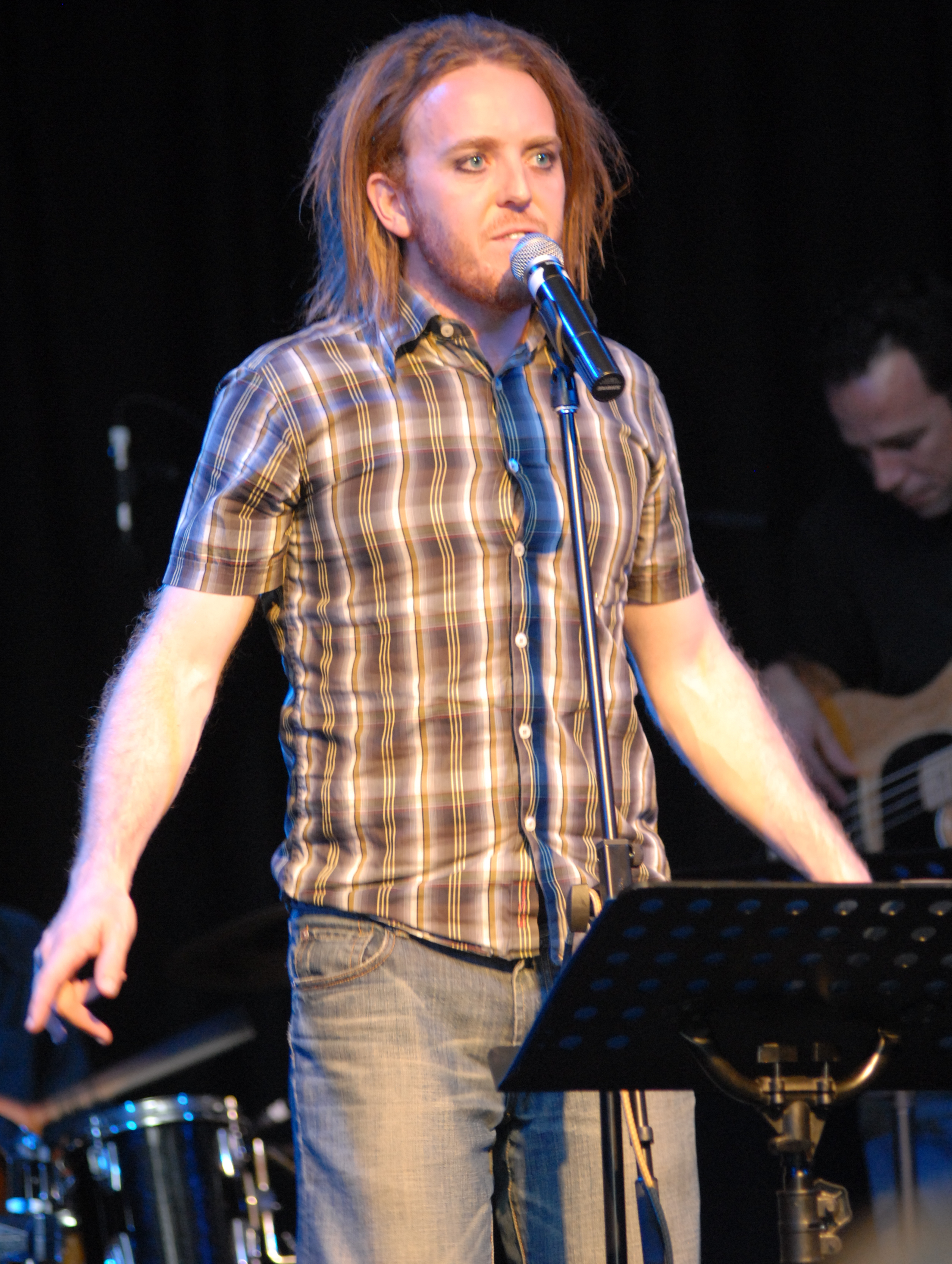
ティム・ミンチン（2007年4月）

WAAPAを卒業した後、ミンチンはドキュメンタリーや演劇のための作曲を始めた。2000年にはパースでミュージカル作品『Pop』の脚本と主演を務めた。2001年に自身のバンド「Timmy the Dog」と『Sit』というタイトルのCDをリリースしたがほとんど成功しなかった。俳優の仕事を一度受けたあと、2002年には仕事を求めてメルボルンに移住したが、1年間エージェントを見つけることができず、俳優の仕事も見つけることが出来なかった。いくつかのレコード会社は肯定的なフィードバックを返したが、風刺的な曲とシリアスなポップソングが混在する彼の作風をレコード会社はどのように売り込めば良いのか分からなかった。彼はよりシリアスな音楽に曲風を戻す前に、ユーモラスな曲を1つのライブショーにまとめて胸の内から吐き出すことにした。
ミンチンはそれまでライブコメディに参加したことすらなかったが、彼の公演『Darkside』が2005年のメルボルン国際コメディフェスティバルで大成功を収め、ギルデッド・バルーンのマネージャーの目に留まった。その後、エディンバラ・フェスティバル・フリンジでペリエ・コメディ賞の最優秀新人賞を受賞した。
2006年の公演『So Rock』はメルボルン国際コメディフェスティバルの最高賞にノミネートされ、2007年にはUSコメディ・アーツ・フェスティバルでも最優秀オルタナティブコメディアン賞を受賞した。『Darkside』と『So Rock』はCDとしても発売されている。2007年にはシドニー・オペラ・ハウスのスタジオで行われたライブ録音の様子を収録した『So Live』と題したDVDをオーストラリアでリリースし、イギリスでも『So F**king Rock Live』と題して2008年にもリリースしている。2008年8月、ミンチンはエディンバラ・フェスティバル・フリンジで3度目の公演『Ready for This?』を行った。 ロンドンのクイーン・エリザベス・ホールでのライブ録音が2009年7月20日にiTunesで公開され、翌年にかけてオーストラリアとイギリスでDVDが発売された。2009年にはミンチンの作品『Storm』が短編アニメ映画化されることが発表され、映画本編は2011年にYouTubeで公開された。

#### 2010年代以降
2010年12月8日より、『ティム・ミンチンとヘリテージ・オーケストラ』と銘打った新しいアリーナ・ツアーを始めた。これまでの公演の構成とは一線を画すもので、ヘリテージ・オーケストラと共演した。この公演はロンドンのロイヤル・アルバート・ホールで撮影され、ブルーレイとDVDが2011年に発売された。
2019年には新たなミュージカル・コメディの公演ツアー『Back』を発表し、オーストラリア、ニュージーランド、イギリスを回った。この公演は2020年にアンコール・ツアーがオーストラリアで始まったが、新型コロナウイルス感染症の流行により2021年に延期された。
2020年3月、ミンチンはBMGとレコード契約を結び、アルバム『Apart Together』を同年11月にリリースすることを発表した。

### 舞台
ミンチンは演劇の出身であり、ミュージカル劇場時代には『ラ・マンチャの男』のドン・キホーテ役、『ジーザス・クライスト・スーパースター』のピラト役など、様々な舞台作品に出演している。2006年にパースのパース・シアター・カンパニーで上演された『アマデウス』では表題役を演じた。2012年、『ジーザス・クライスト・スーパースター』のアリーナ・ツアーでユダ役に抜擢された。2013年、オーストラリアの名門劇団として高名なシドニー・シアター・カンパニーで上演された戯曲『ローゼンクランツとギルデンスターンは死んだ』に出演した。

#### 作曲家・作詞家として
2008年、ミンチンはロアルド・ダールによる児童文学『マチルダは小さな大天才』をデニス・ケリーが脚本したミュージカル『マチルダ』の音楽の作詞作曲を担当した。演出家のマシュー・ウォーチャスがミンチンの公演『Ready for This?』のツアーを見たことがきっかけとなった。『マチルダ』の初演はストラトフォード＝アポン＝エイヴォンのコートヤード・シアターで、2010年11月9日から2011年1月30日まで上演された。2011年10月25日からケンブリッジ・シアターでウェストエンド公演が始まった。ミュージカルは大成功を収め、ローレンス・オリヴィエ賞で新作ミュージカル作品賞を含む史上最多の7部門で受賞した。2013年には米国のブロードウェイ公演が始まり、シューベルト・シアターで上演された。米国ではトニー賞で13部門にノミネートされ、そのうち5部門を受賞した。
2015年、ミンチンは『マチルダ』の製作チームと再び手を組み、1993年の同名の映画を原作としたミュージカル『恋はデジャ・ブ (ミュージカル)』の音楽をダニー・ルービンと共に手掛けた。このミュージカルは2016年にオールド・ヴィック・シアターで初演され、後にブロードウェイのオーガスト・ウィルソン・シアターで上演された。

### 映画
2008年のオーストラリア映画『Two Fists, One Heart（原題）』に出演した。また、映画の劇中歌を担当した。2013年からオーストラリアを舞台にしたミュージカル・アニメーション映画『Larrikins』の製作に取り組むため、家族とともにロサンゼルスに移住した。この作品はミンチンとクリス・ミラーが共同監督を務め、ヒュー・ジャックマンをはじめとしたオーストラリアの声優らが出演する予定だったが、製作元のドリームワークス・アニメーションがコムキャストに買収された関係で、2017年にプロジェクトが中止となった。ミンチンはこの決定について「耐え難い」と述べた。
ミンチンは2018年のアメリカ映画『フッド: ザ・ビギニング』にタック修道士役で出演した。
2021年、ミンチンが手掛けたミュージカル『マチルダ』の長編映画化が発表され、ミンチンはこれに合わせて追加の音楽と曲を書いた。映画はデニス・ケリーが脚本、マシュー・ウォーチャスが監督を務めた。映画『マチルダ・ザ・ミュージカル』はイギリスとアイルランドで2022年11月25日に公開され、その他の地域では1か月遅れてNetflixで公開された。

## 私生活
ミンチンは17才のときに出会ったサラと2001年に結婚し、娘と息子を持つ。
2013年に作曲家、作詞家、俳優、脚本家、コメディアンとしての卓越した業績と評価が認められ、西オーストラリア大学から芸術への貢献に対して名誉文学博士号を、2015年にはマウントビュー舞台芸術アカデミーからも名誉文学博士号を授与された。2020年には「舞台芸術と地域社会への多大な貢献」によりオーストラリア勲章を授与された。

## ディスコグラフィ

### アルバム

#### スタジオアルバム
- Sit (2001)
- Apart Together (2020)

#### ライブアルバム
- Darkside (2005)
- So Rock (2006)
- Ready for This? (2009)
- Live at the O2 (2010)
- Tim Minchin and the Heritage Orchestra (2011)
- So Fucking Rock (2013)
- Apart Together (live at Trackdown Studio) (2023)

#### シングル
| タイトル                                                                 | 年   | ピーク順位 | アルバム                         |
| タイトル                                                                 | 年   | AUS        | アルバム                         |
| ------------------------------------------------------------------------ | ---- | ---------- | -------------------------------- |
| "Drowned"                                                                | 2008 | –          | Two Fists One Heart              |
| "White Wine in the Sun"                                                  | 2009 | –          | Ready for This?                  |
| "The Pope Song"                                                          | 2010 | –          |                                  |
| "The Fence"                                                              | 2011 | –          |                                  |
| "White Wine in the Sun" (re-release)                                     | 2012 | –          |                                  |
| "So Long (As We Are Together)"                                           | 2013 | –          |                                  |
| "Come Home (Cardinal Pell)"                                              | 2016 | 11         |                                  |
| "15 Minutes"                                                             | 2019 | –          |                                  |
| "Leaving LA"                                                             | 2020 | –          | Apart Together                   |
| "I'll Take Lonely Tonight"                                               | 2020 | –          | Apart Together                   |
| "Apart Together"                                                         | 2020 | –          | Apart Together                   |
| "Airport Piano"                                                          | 2020 | –          | Apart Together                   |
| "The Absence of You"                                                     | 2020 | –          | Apart Together                   |
| "Beautiful Ugly" (featuring Evie Irie) (Tim Minchin featuring Evie Irie) | 2021 | –          | Back to the Outback (soundtrack) |
| "The Aeroplane"                                                          | 2022 | –          |                                  |
| "Play It Safe" (Sydney Opera House 50th Anniversary)                     | 2023 | –          |                                  |

#### コンピレーション・アルバム
- Laugh-a-poolooza (2005)
- “So Long (As We Are Together)” Californication Season 6 Soundtrack (2013)
- “Carry You (with Missy Higgins)” Music from the Home Front (2020)

### DVD
- So Live (2007)
- So F**king Rock Live (2008)
- Ready for This? (2009, 2010, 2011)
- Tim Minchin and the Heritage Orchestra (2011)
- Back – Live (2022)

## 出演作品

### 映画
| 公開年 | 邦題 原題                                                               | 役名             | 備考                                                                                   | 出典          |
| ------ | ----------------------------------------------------------------------- | ---------------- | -------------------------------------------------------------------------------------- | ------------- |
| 2008   | Rock'n'roll Nerd: The Tim Minchin Story                                 | 本人役           | ドキュメンタリー                                                                       | [ 34 ] [ 35 ] |
| 2008   | Two Fists, One Heart                                                    | トム             |                                                                                        | [ 36 ]        |
| 2010   | The Lost Thing                                                          | The Boy          | 短編映画。声の出演                                                                     | [ 37 ]        |
| 2011   | Storm                                                                   | ナレーター       | 短編アニメーション。脚本も務める。                                                     |               |
| 2016   | Matilda & Me                                                            | 本人役           | ドキュメンタリー。ミンチンの妹のネル・ミンチンとリアン・スキルヴィングが監督を務めた。 | [ 38 ]        |
| 2018   | フッド: ザ・ビギニング Robin Hood                                       | タック修道士     |                                                                                        |               |
| 2021   | ピーターラビット2/バーナバスの誘惑 Peter Rabbit 2: The Runaway          | 大道芸リス       | 声の出演                                                                               |               |
| 2021   | バック・トゥ・ザ・アウトバック～めざせ!母なる大地～ Back to the Outback | プリティーボーイ | 声の出演                                                                               |               |
| 2022   | マチルダ・ザ・ミュージカル Matilda the Musical                          | N/A              | 作詞作曲を務める。2010年の同名のミュージカルを原作とする。                             | [ 39 ]        |
| 2023   | Scarygirl                                                               | Chihoohoo        | 声の出演                                                                               |               |

### テレビ
| 公開年    | 邦題 原題                                                 | 役名                 | 備考                                                          | 出典   |
| --------- | --------------------------------------------------------- | -------------------- | ------------------------------------------------------------- | ------ |
| 2013      | カリフォルニケーション Californication                    | アティカス・フェッチ | 計10話に出演                                                  | [ 40 ] |
| 2013      | 88 Keys                                                   | チャーリー           |                                                               | [ 41 ] |
| 2015      | ザ・シークレット・リバー The Secret River                 | スマッシャー         |                                                               |        |
| 2015      | No Activity                                               | ジェイコブ           | 計2話に出演                                                   |        |
| 2018      | Squinters                                                 | ポール               | 1シーズンに出演                                               |        |
| 2019-2022 | アップライト (TVドラマ) Upright                           | Lucky Flynn          | 脚本、作曲、エグゼクティブ・プロデューサー、1話の監督も務める | [ 42 ] |
| 2023      | アートフル・ドジャー (2023年のTVドラマ) The Artful Dodger | Darius Cracksworth   |                                                               |        |

### 舞台
| 年        | 題名                                       | 役名             | 備考                                       | 出典 |
| --------- | ------------------------------------------ | ---------------- | ------------------------------------------ | ---- |
| 2010      | マチルダ (ミュージカル)                    | N/A              | 作詞作曲                                   |      |
| 2012-2013 | ジーザス・クライスト・スーパースター       | ユダ             | イギリス・オーストラリアのアリーナ・ツアー |      |
| 2013      | ローゼンクランツとギルデンスターンは死んだ | ローゼンクランツ |                                            |      |
| 2016      | Shakespeare Live! From The RSC             | 本人役           |                                            |      |
| 2016      | 恋はデジャ・ブ (ミュージカル)              | N/A              | 作詞作曲                                   |      |

## 著作
| 年   | 題名                                          | 備考                                               | 出典          |
| ---- | --------------------------------------------- | -------------------------------------------------- | ------------- |
| 2014 | Storm                                         | 2011年の同名の短編映画を原作とする                 | [ 43 ] [ 44 ] |
| 2017 | When I Grow Up                                | 2011年に発表された同名の楽曲を原作とする           | [ 45 ]        |
| 2022 | Sometimes You Have to be a Little Bit Naughty | 2011年のミュージカル『マチルダ』の楽曲を原作とする | [ 45 ]        |

## 受賞とノミネート

### 演劇賞
- 2005年
  - 『Darkside』
    - メルボルン国際コメディフェスティバル（英語版） Director’s Choice Award
    - メルボルン国際コメディフェスティバル（英語版） The Groggy Squirrel Critics’ Award

  - エディンバラ・フェスティバル・フリンジ ペリエ・コメディ賞（英語版）最優秀新人賞
- 2007年 – USコメディ・アーツ・フェスティバル（英語版）最優秀オルタナティブコメディアン賞
- 2009年
  - 『Ready For This?』、ヘルプマン賞（英語版） Best Comedy Performer
  - 『Cabaret』
    - グリーン・ルーム賞（英語版）Best Original Songs
    - グリーン・ルーム賞（英語版）Best Artiste
- 2010年 – Chortle Awards, Best Music or Variety Act
- 2011年 – 『Tim Minchin vs Sydney Symphony』、ヘルプマン賞（英語版）Best New Australian Work
- 2012年
  - 『マチルダ』、ローレンス・オリヴィエ賞 新作ミュージカル作品賞
  - 『Tim Minchin vs The Orchestras Round II』、ヘルプマン賞（英語版） Best Comedy Performer
  - 『Storm』、Ockham Awards for Best Skeptic Video
- 2013年 – 『ジーザス・クライスト・スーパースター』、What's On Stage Awards, The W&P Longreach Best Supporting Actor in a Musical
- 2016年
  - 『The Secred River』、Logie Award, Most Outstanding Supporting Actor
  - 『マチルダ』、ヘルプマン賞（英語版）Best Original Score
- 2017年
  - 『恋はデジャ・ブ』Olivier Awards for Best New Musical
  - Orry-Kelly Award
- 2019年 – 『Back』、ヘルプマン賞（英語版）Best Australian Contemporary Concert
- 2021年 – リチャード・ドーキンス賞（英語版）